# Jōruri-ji

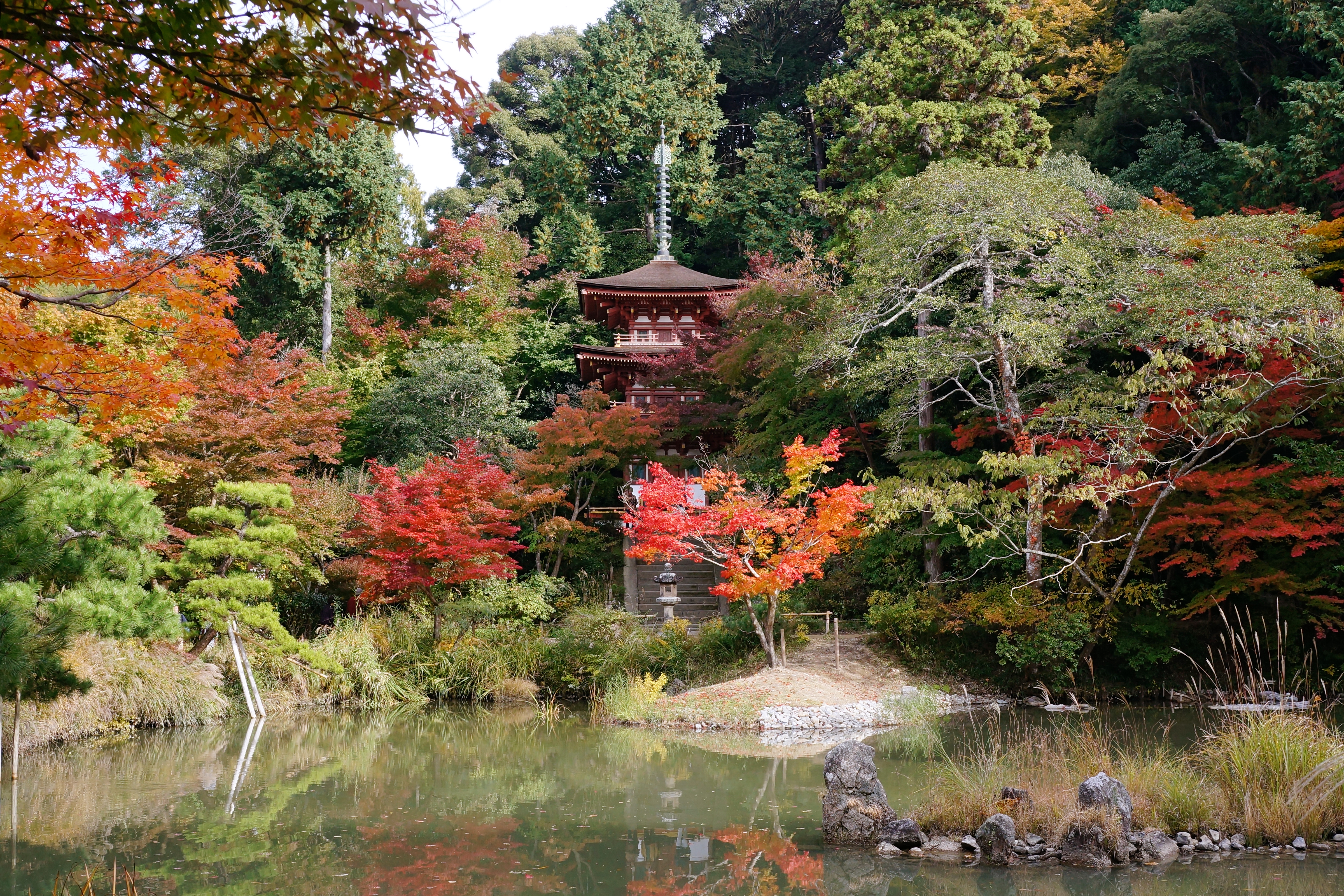
Die Pagode des Jōruri-ji

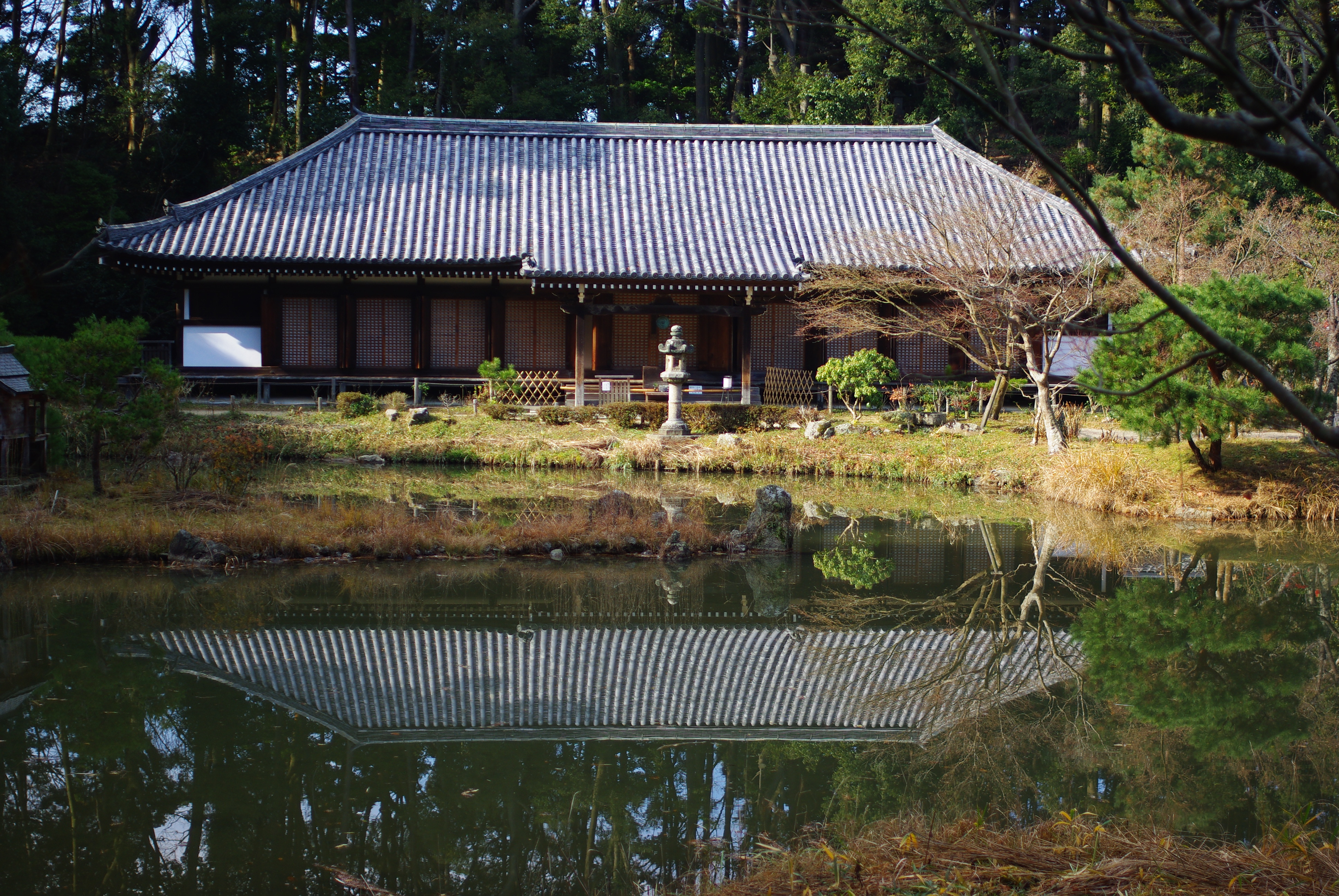
Die Haupthalle des Jōruri-ji

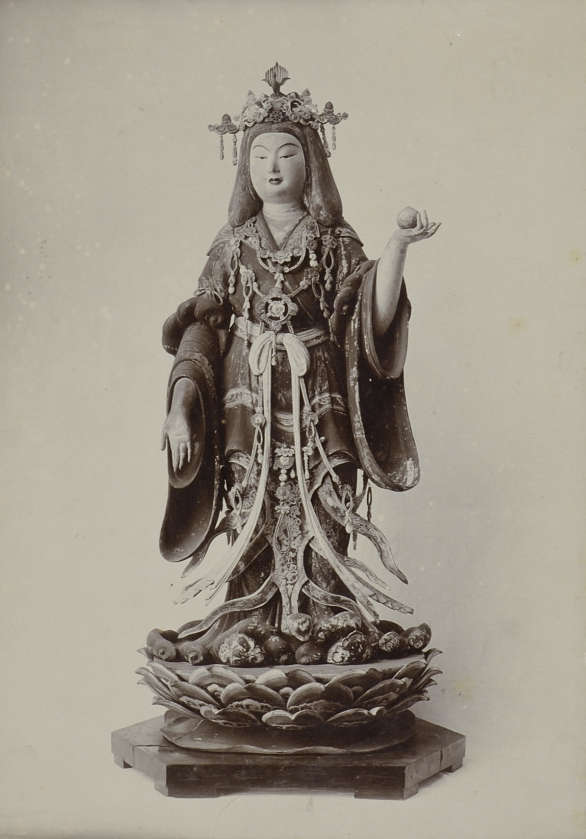
Kichiyo-ten, Vorderseite

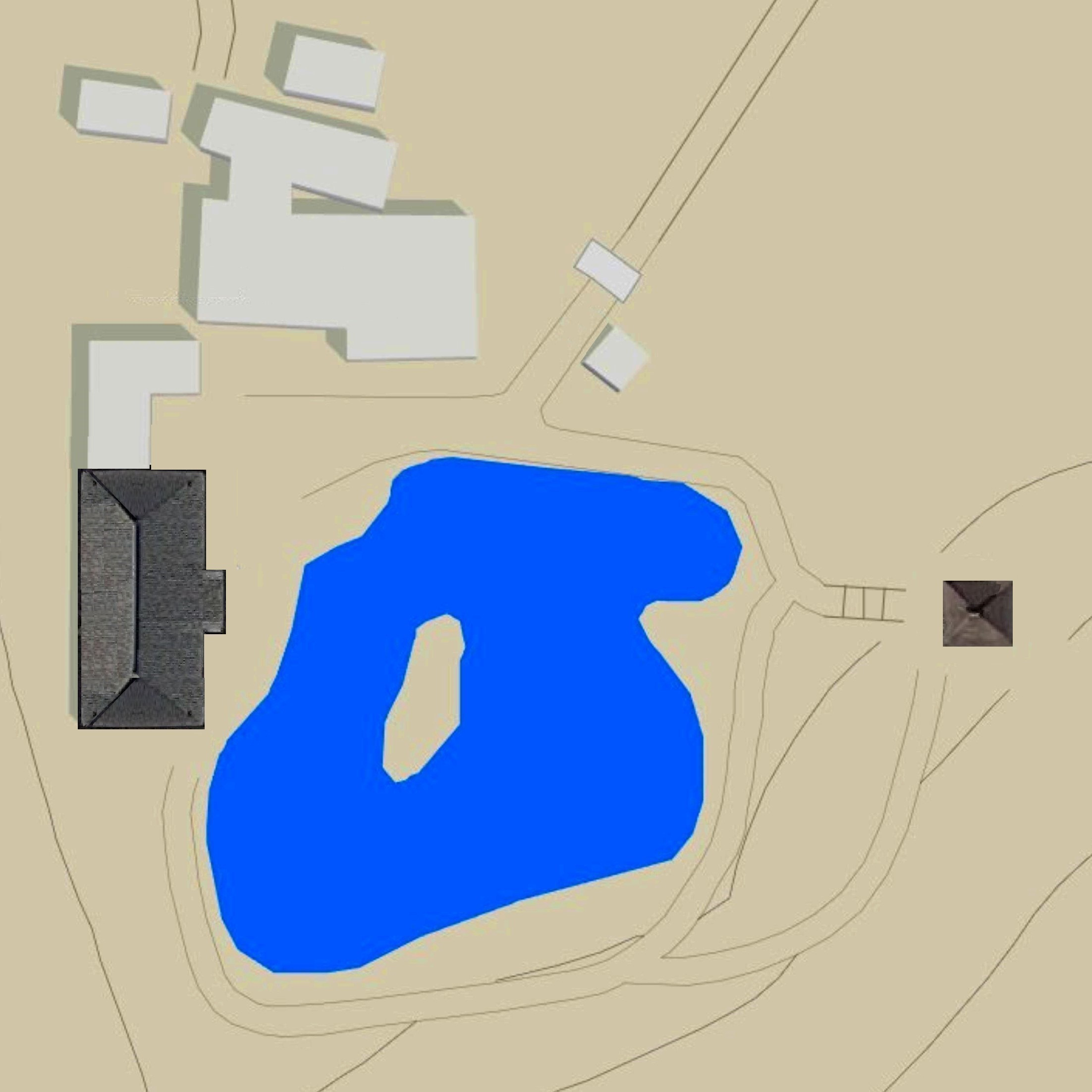
Die Tempelanlage:
Haupthalle links, Pagode rechts, Abstand 70 m.

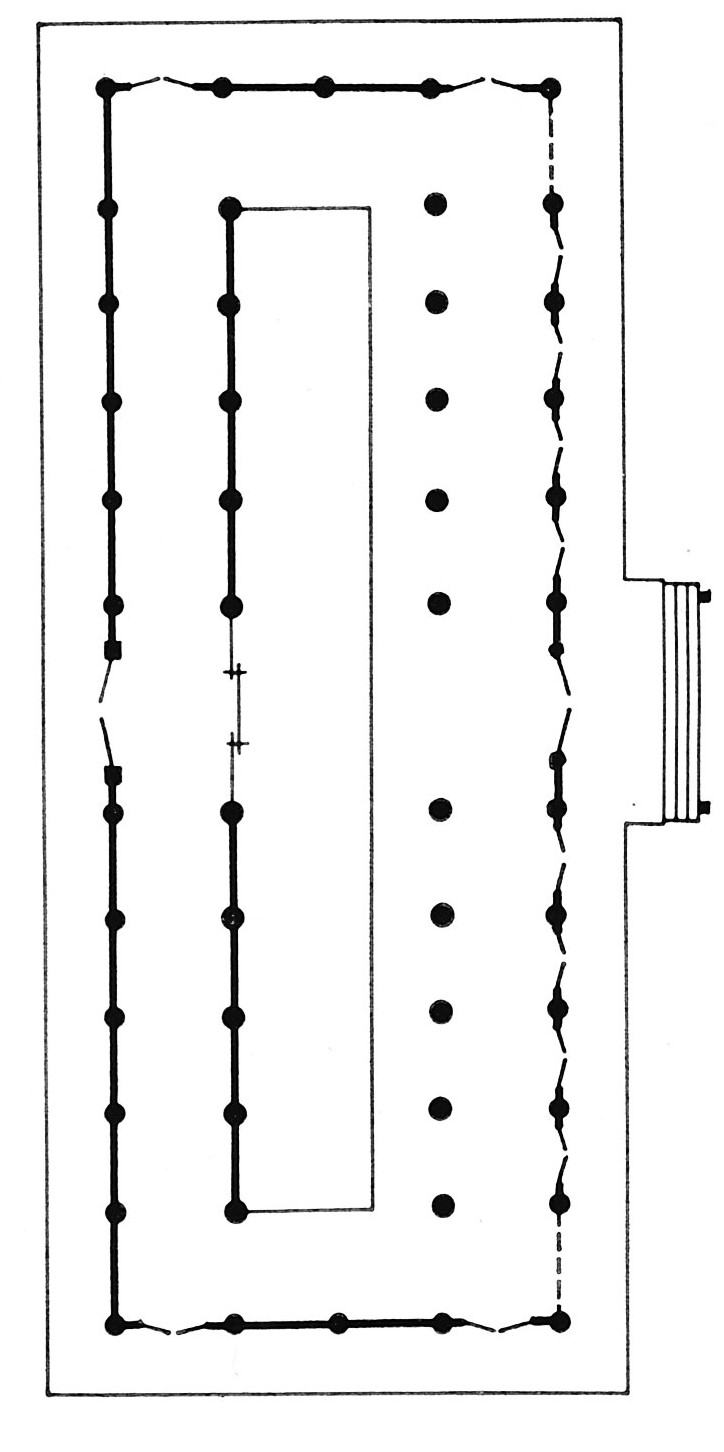
Haupthalle 25,30 m × 9,08 m

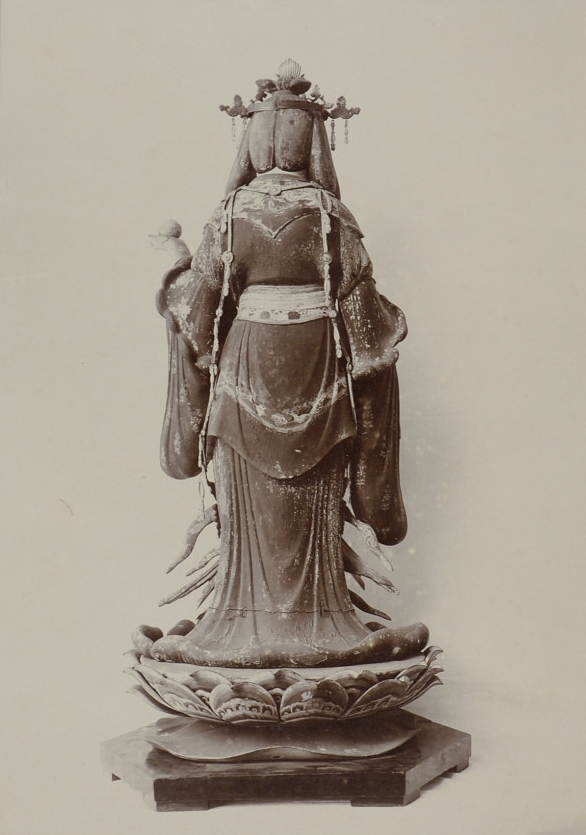
Kichiyo-ten, Rückseite

Der Jōruri-ji (japanisch 浄瑠璃寺) ist ein buddhistischer Tempel in einem abgelegenen, bergigen Waldgebiet am Rande der heutigen Stadt Kizugawa, Präfektur Kyōto. Er wird auch Kuhon-ji oder Kutai-ji genannt. Der Tempel gehört dem Risshū-Zweig des Shingon-shū an.

## Geschichte
Nach der „Geschichte des Tempels Jōruri-ji“ (浄瑠璃寺流紀事, Jōruriji ryūkiji) wurde der Tempel im Jahr 1047 vom Mönch Gimyō (義明) vom Taima-dera als überdachter Pavillon (堂宇, dōu) angelegt. Zunächst wurde der Heilende Buddha (薬師如来, Yakushi nyorai) verehrt. 1107 wurde dann eine neue Haupthalle errichtet, in der neun Amida-Buddhas (Kutai Amida nyorai) nebeneinander aufgestellt wurden. Im Jahr 1150 legte Priester Izu Sojō Eshin (伊豆僧正恵信) vom Kōfuku-ji den Teich und Garten an und hat so die Grundlage für die gegenwärtige Tempel-Anlage geschaffen. 1178 wurde der Glockenturm fertiggestellt. Im selben Jahr wurde von Ichijō Ōmiya in Kyōto (Bezirk Kamikyo-ku) die dreistöckige Pagode hierher umgesetzt.
Von der späten Heian-Zeit bis in die Kamakura-Zeit wurden die weiteren Gebäude, die Speisehalle, das Küchengebäude und eine Gebetshalle errichtet, wobei bei der Fertigstellung jeweils Zeremonien (法会, Hōe) durchgeführt wurden. Die Beziehungen zum Kōfuku-ji entwickelten sich weiter und blieben eng. In späterer Zeit hat sich der Tempel jedoch vom Kōfuku-ji gelöst und gehört heute zur Risshū-(律宗)-Richtung des Buddhismus.
1343 gingen bei einem Brand die Lehrhalle und weitere Gebäude verloren, die Haupthalle und die Pagode blieben glücklicherweise verschont. Bei der Überholung der Haupthalle 1666 wurde das bis dahin mit Zederschindeln gedeckte Dach nun mit Ziegeln gedeckt. Im Jahr 1900 wurden die Haupthalle und die Pagode zerlegt und nach notwendigen Reparaturen wieder zusammengebaut.
Im Folgenden sind mit den in Japan üblichen Zeichen als Nationalschatz mit ⦿, Wichtiges Kulturgut Japans mit ◎ markiert.

## Die Anlage
Die Anlage ist um einen Teich herum angelegt: der in Nordsüd-Richtung angelegten Haupthalle steht auf der anderen Seite des Teiches im Osten auf einer leichten Anhöhe die Pagode gegenüber.
Die Haupthalle (本堂, hondō; ⦿) aus dem Jahr 1107 zeigt an ihrer Frontseite eine Reihe von 12 Säulen, in der Tiefe folgen 5 Säulen aufeinander. Einzigartig ist, dass im Inneren der vollständige Satz von 9 Buddhas nebeneinander erhalten geblieben ist.
Die Dreistöckige Pagode (三重塔, sanjū-no-tō; ⦿) aus dem Jahr 1178 ist mit einer Höhe von 16,5 m nicht besonders groß, zeigt aber die Eleganz der späten Heian-Zeit.

## Tempelschätze
- In der Haupthalle sind zu sehen:

Neun Amida Buddhas (阿弥陀如来坐像, Amida Nyorai zazō; ⦿) sitzend, aus lackiertem Holz. Der zentrale Buddha ist 222 cm hoch und zeigt die Raigo-Mudra, die Begleiter sind zwischen 138 und 143 cm hoch und zeigen eine Dhyana (Samahita) Mudra
Die Vier Himmelskönige, ⦿, sind aus bemaltem Holz. Jikokuten ist 169,5 cm hoch, Zōjōten ist 169,0 cm hoch, Kōmokuten ist 168,3 cm hoch und Tamonten ist 166,5 cm hoch. (Die beiden letztgenannten befinden sich in der Obhut des  Nationalmuseum Kyōto). Sie beschützen die Buddhas in den vier Himmelsrichtungen. In den vier Ecken des Tempels aufgestellt stehen sie in der angegebenen Reihenfolge im Nordosten statt Osten, und entsprechend im Südosten, Südwesten und Nordwesten.
Kichijō-ten im Kabinett (厨子入木造吉祥天立像, Zushiire mokuzō Kichijōten ritsuzō; ◎), die Himmelsgöttin für Wohlbefinden, Fruchtbarkeit und Schönheit, hier eine stehende Figur aus bemaltem Holz und 90 cm hoch, ist auf das Jahr 1212 datiert.
Pferdekopf-Kannon (馬頭観音立像, Batō Kannon bosatsu ritsuzō; ◎), eine stehende Figur aus bemaltem Holz und 106,5 cm hoch, ist auf das Jahr 1241 datiert. Der Name dieses Typs rührt von dem strengen, männlichen Gesicht her, das ihn von der sonst weiblichen Kannon unterscheidet.
Jizō bosatsu (地蔵菩薩立像, Jizō bosatsu ritsuzō; ◎), eine stehende Figura aus bemaltem Holz und 157 cm hoch, datiert auf das Jahr 1241.
Fudō myōo (不動明王; ◎), einer der Leuchtenden Könige, erkennbar an dem Schwert und der Kette.
Zwei Steinlaternen (燈籠, Dōrō; ◎) vor der Haupthalle.
- In der Pagode sind zu sehen:

Eine sitzender Yakushi Nyorai (木造薬師如来坐像; ◎) 85,7 cm, aus Holz aus der Heian-Zeit. Er war die ursprüngliche Hauptkultfigur, ist nur am 8. jedes Monats, am Frühlings- und Herbstanfang und an drei Tagen zu Neujahr der Öffentlichkeit zugänglich.
Wandausmalung aus der Heian-Zeit im Erdgeschoss.